# Dōbōshū
Dōbōshū (jap. 同朋衆) – warstwa zawodowych estetów, znawców sztuki i kompanionów, działających na dworach siogunów Ashikagów oraz Tokugawów, jak również niektórych daimyō.
Kompanionami (dōbō) nazywano ludzi pełniących różne posługi przy osobie sioguna. Za panowania Yoshimasy Ashikagi (1443–1473) kompanioni stali się grupą zawodowych estetów, odpowiedzialnych za organizację różnego rodzaju społecznych i ceremonialnych funkcji siogunatu. Rekrutowali się przeważnie spośród tonseisha, czyli osób, które porzuciły życie świeckie i zostały buddyjskimi mnichami, ale nie wiązały się na stałe z konkretnymi klasztorami. Ich imiona z reguły kończyły się na –ami, co było wówczas konwencjonalną praktyką wśród różnego rodzaju artystów, jednak niekoniecznie oznaczało formalny związek z amidyzmem. Zajmowali się oceną i kuratelą dzieł sztuki, ceremonią herbaty, przygotowywaniem przyjęć, prowadzeniem dyskusji i konkursów poetyckich oraz komponowaniem ogrodów. Sami uprawiali jedną lub więcej rodzajów sztuki, takich jak malarstwo, kaligrafia, poezja czy projektowanie ogrodów, ale odgrywali rolę arbitrów w wielu dziedzinach działalności kulturalnej.
W skład dōbōshū wchodzili zarówno przedstawiciele drobnej arystokracji dworskiej, jak i ludzie z gminu, dla których wstąpienie w szeregi mnichów umożliwiało awans społeczny, gdyż dawało status ponadklasowy. Do najsłynniejszych dōbōshū należeli Nōami (zm. 1471), który służył na dworze Yoshimasy Ashikagi, oraz jego syn Geiami (zm. 1485) i wnuk Sōami (zm. 1525). Rozpoczęte przez Nōami i ukończone przez Sōami Kundaikan sōchōki, zawierające opis i ewaluację dzieł stu pięćdziesięciu chińskich artystów, daje najlepszy wgląd w pracę dōbōshu, którzy mieli przede wszystkim ustalić kryteria oceny i wystawiania karamono (dosł. „chińskich rzeczy”), to jest chińskich antyków znajdujących się w posiadaniu ich patrona. Działalność dōbōshū miała ogromny wpływ na rozwój japońskiej kultury XV i XVI wieku.